# Milan Skating Hockey Club 1930
Questa pagina raccoglie le informazioni riguardanti il Milan Skating Hockey Club nelle competizioni ufficiali della stagione 1930.

## Rosa
| N° | Naz.              | Ruolo | Sportivo       |  |  |  |
| -- | ----------------- | ----- | -------------- |  |  |  |
|    | Italia (bandiera) | E     | Bortolini      |  |  |  |
|    | Italia (bandiera) | P     | Vittorio Mutti |  |  |  |
|    | Italia (bandiera) | E     | Fernando Pera  |  |  |  |
|    | Italia (bandiera) | E     | Pio Rasponi    |  |  |  |
|    | Italia (bandiera) | E     | Orazio Zorloni |  |  |  |

## Risultati

### Divisione Nazionale
| Milano 22 giugno 1930 Semifinale | Novara | ? – ? | Milan | Salone Fratelli Brigatti |

| Milano 22 giugno 1930 Finale 3º/4º posto | Milan | 3 – 2 | Genova | Salone Fratelli Brigatti |